# Pierścień Wielkiej Damy, czyli Ex-machina-Durejko
Pierścień Wielkiej Damy, czyli Ex-machina-Durejko – dramat Cypriana Kamila Norwida napisany w roku 1872. Ta sztuka stała się najczęściej wystawianą sztuką teatralną Norwida, choć jak wiele jego dzieł zyskała uznanie dopiero długo po jego śmierci (wydana drukiem w 1933, wystawiona w 1936).

## Okoliczności powstania utworu
W maju 1872 Stanisław Koźmian, który jesienią 1871 objął dyrekcję teatru krakowskiego po Adamie Skorupce, ogłosił, wzorem swego poprzednika, konkurs na utwór dramatyczny i wyznaczając trzy nagrody w wysokości 500, 250 i 150 złr. Norwid powiadomiony o konkursie przez przyjaciela Bronisława Zaleskiego, dość sceptycznie odniósł się do tego przedsięwzięcia. Później jednak, nakłoniony przez Zaleskiego, który myślał o wysłaniu na konkurs Aktora, lub znęcony nagrodą (znajdował się bowiem w bardzo trudnej sytuacji finansowej), zdecydował się wziąć udział w konkursie, pisząc zupełnie nowy dramat. Do pracy nad Pierścieniem zasiadł najpóźniej w czerwcu. Termin składania prac był krótki, został bowiem wyznaczony na 1 grudnia. W lipcu poeta nawiązał kontakt towarzyski z generałową-wdową Jadwigą Zamoyską. Kiedy 1 sierpnia generałowa opuszczała Paryż, spotkało go z jej strony jakieś bliżej nie znane, bardzo dotkliwe upokorzenie towarzyskie, które spowodowało, że poeta na dłuższy czas zerwał wszelkie stosunki towarzyskie i przerwał wszelkie prace. Pierścień był już wtedy doprowadzony do połowy. W liście do Józefa Bohdana Zaleskiego z 19 listopada Norwid donosił, że pracę nad dramatem ukończył. Nie udało się ustalić czy wysłał go na konkurs. Utwór raz tylko wspomniany w 1875 w prasie poznańskiej, przeleżał w papierach Teofila Lenartowicza. Po śmierci Lenartowicza rękopis przeszedł w ręce jego spadkobiercy, Stanisława Leszczyńskiego, a od niego do Zenona Przesmyckiego. Drukiem ukazał się w drugim tomiku ineditów wydanych przez Przesmyckiego w 1933 jako Cypriana Norwida Pierścień Wielkiej Damy.

## Osoby
- Hrabina Maria Harrys[a] (wdowa).

- Mak-Yks[b] – daleki krewny jej męża.

- Magdalena Tomir[c] – poufna Hrabiny.

- Graf Szeliga[d].

- Sędzia Klemens Durejko[e].

- Klementyna[f] – żona sędziego.

- Salome – odźwierna.

- Majster – ogni sztucznych.

- Komisarz Policji i Straż.

- Stary sługa.

- Nowy sługa – Służąca.

- Panienki z pensji – Goście.

## Treść

### Akt I
Mak-Yks mieszka w kamienicy Durejków. Głoduje i zalega z czynszem. Odźwierna Salome prosi go, by wstawił się u hrabiny Harrys, znanej ze swej dobroczynności, za jej synem, który służy na morzu japońskim. Mak-Yks tłumaczy hrabinę, że pośród jej licznych dobrych uczynków zdarza się jej o niektórych zapomnieć. Zjawia się Durejko z Szeligą, który podaje się za astronoma i chce wynająć mieszkanie i pokój z widokiem na gwiazdy, a faktycznie na pałac hrabiny Harrys. Durejko każe bezceremonialnie spakować rzeczy Mak-Yksa i wyprowadzić go na poddasze. Mak-Yks szuka pistoletu i z nim wychodzi. Durejko dobija targu z Szeligą. Durejkowa wyjawia mu, że hrabina zaprosiła na przyjęcie podopieczne z ochronki. Małżonkowie wdają się w kłótnię. Szeliga rozmawia z Mak-Yksem i obiecuje mu towarzyszyć w jego podróży do Ameryki, w którą zdesperowany młodzieniec ma się zamiar wybrać. Domyśla się, że Mak-Yks również kocha hrabinę.

### Akt II

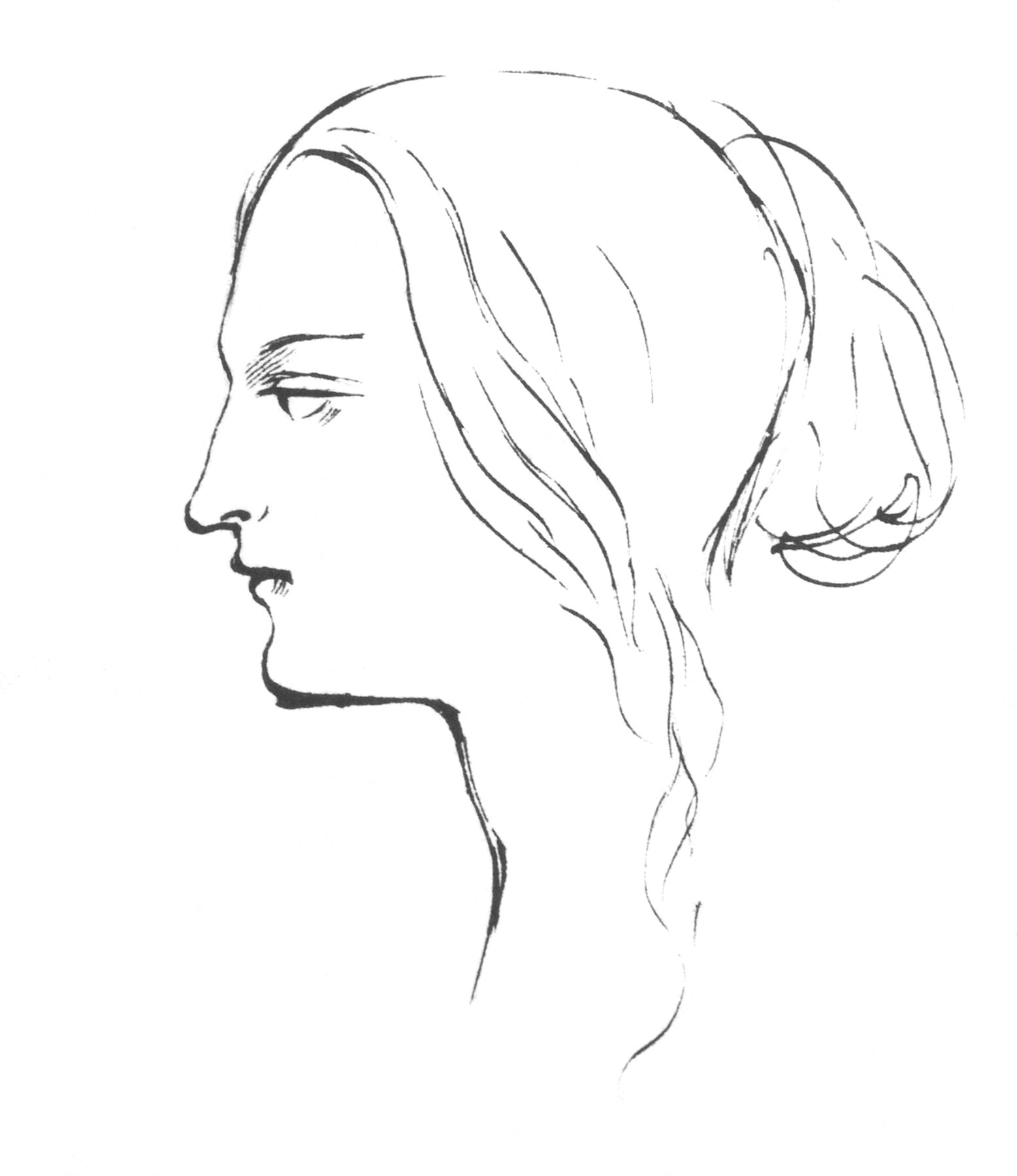
Maria Kalergis. Rys. Cypriana Norwida. 1845.

Hrabina opowiada Magdalenie swej poufnej o pierścieniu, który zgubił się i odnalazł, o piorunie, który uderzył w akację i nadejściu telegramu od Szeligi. Oprócz powierzenia zadań praktycznych prosi Magdalenę, by o ile zjawi się Szeliga, którego poinformowała, że wyszła ponownie za mąż, spróbowała zniechęcić go do starań o nią. Nie chce przyjąć Mak-Yksa, którego chętnie wydałaby za mąż, gdyby mu znalazła odpowiednią partię. Magdalena sądzi, że jest nią właśnie Maria. Hrabina rozdziera suknię i gdy zmienia stanik, wchodzi Mak-Yks. Maria nie robi z tego ceregieli. Magdalena gorszy się, że się przebiera przy ludziach, ale dla hrabiny Mak-Yks to nie ludzie. Dochodzi do wzajemnej konfuzji. Hrabina odchodzącego zaprasza na wieczór. Po czym udaje się na modlitwę z kalendarzykiem zamiast książeczką do nabożeństwa i w rozdartej sukni, czym budzi rozrzewnienie u Magdaleny.
Zjawia się Szeliga. Opowiada o swoich dwuletnich podróżach po Oriencie. Dopytuje się o hrabinę, lecz Magdalena stanowczo odmawia mu wszelkiej nadziei. Rozpoznaje w Magdalenie ostatnią osobę, którą widział przed wyjazdem. Między obojgiem nawiązuje się intymna więź. Gdy podają sobie ręce wchodzi hrabina, która spóźniła się na modlitwy. Odrobinę zazdrosna kokietuje Szeligę, zaprasza na wieczór i wychodzi. Szeliga też chce odejść, ale zatrzymuje go Magdalena. Podczas rozmowy Szeliga zaczyna miąć rękawiczkę, o której sądzi, że należy do Marii, a w istocie jest to rękawiczka Magdaleny. To dziwne qui pro quo zbliża ich do siebie jeszcze bardziej. Szeliga wychodzi. Magdalenę odwiedza mistrz fajerwerków. Ustalają, że na wieczornym przyjęciu zostanie zaprezentowana iluminacja w kształcie dwóch pierścieni przeszytych strzałą. Magdalena strofuje Marię, że omal nie popsuła całej jej pracy nad Szeligą swymi niewczesnymi umizgami. Hrabina obiecuje poprawę. Magdalena bada ją czy zgodziłaby się, żeby jej miejsce przy Szelidze zajęła inna.

### Akt III
Na przyjęciu zjawia się osłabiony Mak-Yks. Hrabina z pomocą Magdaleny zimno traktuje Szeligę, czym wprawia go w coraz gorszy humor. Goście chwalą gust Hrabiny. Ta chwali się, że chce jeszcze postawić w ogrodzie grób-altankę. Szeliga jest zdegustowany. Dzieci chcą się bawić w pierścień. Hrabina daje swój pierścień na wstążce. Szeliga chce grać o ten pierścień, lecz Hrabina zabrania. Szeliga skarży się Magdalenie na płaskość pewnych ludzi, gdy inni dodają życiu blasku. Mak-Yks rozmyśla o schowanym w kieszeni rewolwerze i ostatecznym rozwiązaniu swych problemów. Sędzina Durejkowa wywołuje go do trzymania dzieciom fantów. Gra się przerywa, bo pękła wstążka i zaginął pierścień. Hrabinie, która jest przesądna, bardzo zależy na odnalezieniu pierścienia. Szeligę razi jej przesądność. Stary sługa zapewnia, że pierścienia nie ma w salonie. Sugeruje, że nowy sługa może mieć nowe pomysły.
Olśniony tą myślą Durejko wzywa policję i straż. Nowy sługa domaga się, by przeszukano wszystkich gości, co ku strapieniu Hrabiny następuje. Mak-Yks broni się przed przeszukaniem, chcąc ukryć fakt posiadania na przyjęciu pistoletu. Hrabina, chcąc go ratować oświadcza, że podarowała mu pierścień. Mak-Yks zostaje pojmany. Durejko próbuje zasugerować jego obłęd. Przy spisywaniu protokołu Mak-Yks wyznaje, jak to tego dnia głodował, a potem został eksmitowany i miał pomysł, by popełnić samobójstwo. Tymczasem okazuje się, że pierścień się znalazł. Zawisł na wypustce ramienia świecznika. Goście wybiegają. Szeliga deklaruje Mak-Yksowi pomoc i towarzystwo we wspólnej podróży za ocean. Hrabina obiecuje osobiście postarać się o odbudowanie jego dobrego imienia, a gdy on odmawia daruje mu pierścień i swą rękę. Mak-Yks odmawia, bo uważa, że Maria działa z obawy skandalu. Nie chce okazać się mężczyzną wykorzystującym okazję. Hrabina postanawia sama doprowadzić sprawę do końca. Szeliga pod wrażeniem jej czynu, cofa swoje słowo dane Mak-Yksowi. Maria pyta Mak-Yksa czy ją kiedykolwiek kochał. Mak-Yks wyznaje jej swe skomplikowane uczucia. Maria uznaje się za kochaną. Na niebie rozbłyskują dwa pierścienie. Durejko uznaje się za sprawcę zaszłych wypadków.

## Recepcja dramatu
Tadeusz Sinko (1934) widział w dramacie brylant o dziwnie misternym szlifie. Był zdania, że Norwid wyspowiadał się w nim najbardziej otwarcie ze swego urazu psychicznego, ukazując tragikomiczność miłości ubogiego poety do wielkiej damy. Stawiał go na równi z Fantazym, wierząc, że otworzy on drogę na scenę innym jego dramatom. Tadeusz Boy-Żeleński (1936) oceniał utwór jako klejnot wysokiej ceny. Wskazywał na nowatorstwo Norwida: na połączenie liryzmu z ironią, śmiałe stosowanie dysonansów np. w scenie, gdzie owładnięty myślami samobójczymi poeta opycha się ciasteczkami i jego światopogląd staje się mniej mroczny. Zwracał uwagę na brak romantycznego patosu, na płynący głęboko pod słowami nurt uczuć. Czasem nawet za głęboko, jak na potrzeby sceny. Jego zdaniem żyjący w ciszy Norwid był wyczulony na każdy najlżejszy szept, podczas gdy scena często wymaga wzmocnienia głosu i szminki. Chwalił utwór Adolf Nowaczyński (1936) za dialog otwierający na najdalsze głębie, za kostyczność mijającą się raz za razem z sarkazmem, za subtelną arcypolskość, przy której nawet Dejanira i Fantazy Słowackiego wypadają pospoliciej. Kazimierz Wyka (1936) zauważał, zwłaszcza w dwóch pierwszych aktach, brak akcji, która by porywała czytelnika. Treść dramatu tkwi jego zdaniem w uczuciach, którymi muszą być przepełnione wypowiedzi bohaterów i w uczuciowym stosunku do nich autora. Charaktery i uczucia nie tworzą się w dramacie ze ścierania się postaci, lecz trwają.
Bohdan Korzeniowski (1936) zarzucał autorowi jedynie sugerowanie rzeczy wielkich i głębokich, podczas gdy mimo mgły, tajemnice i ciemności widz czuje pod powierzchnią mielizny banału. Wiesław Pyrek (1941) był zdania, że nagła miłość hrabiny do Mak-Yksa mogłaby być przekonująca tylko wówczas, gdyby panująca w utworze atmosfera sugerowała, że wszelka miłość jest irracjonalna. A skoro tak nie jest byłoby rozsądniej gdyby Mak-Yks się zabił, a po jego śmierci znaleziono w jego kieszeni skórki chleba.
Wacław Borowy (1941) zwracał uwagę na wielorakość zastosowanej w utworze ironii. Irena Sławińska (1953) uważała Pierścień za najkonkretniejszą z teatralnych wizji Norwida. Leonia Jabłonkówna (1958) zwracała uwagę, że konflikt płci i psychologia miłości zostały poprowadzone z niezwykłą, drapieżną dociekliwością i intuicją nie spotykaną w literaturze polskiej do czasów współczesnych. Kazimierz Braun (1962) zwracał uwagę na rozgrywanie działań w silnym oparciu o rekwizyt, wyostrzenie tekstu czynnościami znaczącymi, konkretność bliskiego otoczenia aktora. Artur Grodzicki (1962) dostrzegał mnóstwo sprzeczności: bardzo nieteatralny dialog i świetne teatralnie sceny; znakomicie skonstruowanych psychologicznie bohaterów, działających wbrew psychologii; konkretną obyczajowość i bardzo specyficzną poetyckość; trudność skondensowanego przekazu poetyckiego i łatwą filozofię i moralność pod spodem; postaci monologujące w samotności i jednocześnie łączone w grupy.

## Pierścień Wielkiej Damyna scenie
| premiera             | teatr                                           | reżyser              |
| -------------------- | ----------------------------------------------- | -------------------- |
| 26 marca 1936        | Instytut Reduty, Warszawa                       | zespół               |
| 9 stycznia 1958      | Teatr im. Stefana Żeromskiego, Kielce-Radom     | Olga Koszutska       |
| 6 kwietnia 1962      | Teatr Polski, Warszawa                          | Kazimierz Braun      |
| 27 stycznia 1963     | Teatr im. Wandy Siemaszkowej, Rzeszów           | Józef Maśliński      |
| 7 marca 1963         | Teatr im. Wojciecha Bogusławskiego, Kalisz      | Tadeusz Kubalski     |
| 15 lutego 1965       | Teatr Telewizji                                 | Andrzej Szafiański   |
| 13 listopada 1965    | Teatry Dramatyczne, Wrocław                     | Maria Straszewska    |
| 4 października 1966  | Teatr Polskiego Radia                           | Tadeusz Łomnicki     |
| 17 czerwca 1967      | Teatr im. Juliusza Słowackiego, Kraków          | Jan Kulczyński       |
| 31 sierpnia 1968     | Teatr Nowy, Łódź                                | Tadeusz Byrski       |
| 22 listopada 1969    | Teatr im. Wilama Horzycy, Toruń                 | Zdzisław Dąbrowski   |
| 26 lipca 1970        | Teatr Nowy (filia Teatru Polskiego), Poznań     | Olga Koszutska       |
| 22 października 1972 | Teatr Ziemi Opolskiej, Opole                    | Piotr Paradowski     |
| 19 września 1973     | Teatr Dolnośląski, Jelenia Góra                 | Grzegorz Mrówczyński |
| 4 maja 1981          | Teatr Telewizji                                 | Witold Zatorski      |
| 17 maja 1990         | Teatr Polski, Warszawa                          | Jan Bratkowski       |
| 7 stycznia 1995      | Teatr Polskiego Radia                           | Janusz Kukuła        |
| 29 listopada 2014    | Teatr im. Cypriana Kamila Norwida, Jelenia Góra | Piotr Jędrzejas      |